# Dusona myrtilla
Dusona myrtilla är en stekelart som först beskrevs av Desvignes 1856.  Dusona myrtilla ingår i släktet Dusona och familjen brokparasitsteklar. Arten är reproducerande i Sverige. Inga underarter finns listade i Catalogue of Life.